# レックス・バン・デ・カンプ
レックス・ヴァン・デ・カンプ（Dr.Rex Van de Kamp）は、アメリカ合衆国のABC『デスパレートな妻たち』に登場する架空の人物。演じるのはスティーヴン・カルプ、日本語版吹替えは内田直哉。

## 人物・経歴
医師。共和党の保守本流に属する。オランダ系の姓を持ち長老派教会に通う典型的なWASP。ブリーとはレイク・フォレスト大学の共和党青年大会で知り合い、彼女の父の反対を押し切って結婚。
1993年にウィステリア通りに転居。妻の完璧主義、とくに潔癖や堅苦しい態度に苛立ち、ブリーを「郊外の奥様のアンドロイド」呼ばわりする。また彼女の「不気味に固まった髪形」にも嫌気がさしている。子供達の教育方針についても妻の厳格すぎる態度には反対しており、長男アンドリューの同性愛にも理解がある。マゾヒズムの性的嗜好があるが、ブリーに軽蔑されるのを恐れて彼女には打ち明けられないでいる。玉葱アレルギーがある。

## シーズン1
序盤で突如離婚を切り出し、動揺したブリーが誤ってサラダに入れた玉葱のせいで、レストランで死にかける憂き目にあう。外聞を気にするブリーの説得で、一緒に結婚カウンセリングに通いだす。ところがカウンセリング通いを秘密にするという妻との約束を破ってしまい、これに腹を立てたブリーに友人達の前で侮辱され、ついに別居を決意。やがてブリーに夫婦生活での欲求不満を悟られるが、自分の性的嗜好を話すことはできない。そのまま離婚話を進める予定だったが、アンドリューの起こした事故のために家に戻る。ところが自宅売春をする主婦メイシーのもとに通っていたことが、心臓発作のせいでブリーに知られてしまい、ブリーに「生き地獄を味わわせてやる」と逆に離別を突きつけられる。結局レックスは自らの愛情を正直に伝えてブリーにやり直す決意をさせ、隠していたSM趣味をついに打ち明けてブリーに（性的な）協力を頼む。
一方、ブリーが復讐のためのデート相手にしていた薬剤師ジョージが、ブリーに執着していることに脅威を感じ、彼を牽制したことで恨みを買う。ジョージが密かに処方する治療薬を心臓に負担のかかるカリウム剤にすり変えたことで、心臓の持病は一向に回復しないままとなる。さらにジョージがブリーに、レックスが妻との性生活を吹聴していると、あらぬ誤解をさせる。これが原因でブリーと口論になり、興奮したことで再び心臓発作が起き緊急入院。病室でブリーにこれまでのことを懺悔し、ブリーと互いの愛情を確かめ合う。ブリーが病室を離れたあと、主治医クレイグが体内のカリウム値の異常な上昇を告げ、それが経口によるものであるため、食事を作っているブリーが疑わしいと指摘する。レックスは最初は否定するが、だんだんブリーによる復讐だと誤って確信するようになる。直後に起きた三度目の発作の苦しみの中、ブリーに宛て「当然の報いだ、君を許す」というメモを書き残し、病院で息を引き取った。しかし、このメモの内容に対して「許される必要がある様なことをした覚えはない！」と激怒したブリーに棺を移された。

## シーズン3
ウィステリア通りの男性陣に焦点を当てた第16話（通算では第63話）では、メアリー・アリスに代わってナレーションを務めた。